# Elżbieta Wąsik (reżyser)
Elżbieta Wąsik (ur. 30 maja 1964 w Warszawie) – polska reżyser filmów animowanych, scenarzystka, grafik. Twórczyni filmów animowanych w tym Ślub krawca, Błędne koło, a także autorka nagrodzanego serialu Hip-Hip i Hurra. Obecnie współpracuje ze Studiem Miniatur Filmowych.

## Filmografia
Wybrane filmy autorstwa Elżbiety Wąsik
- Deszcz – 1990
- Szklany dom – 1994 (animacja)
- Ślub krawca – 2001
- Błędne koło – 2005
- Król i Królik – 2008 (scenariusz)
- Hip-Hip i Hurra – 2011–2013